# Space View
Space View war eine alle zwei Monate, in den letzten Jahren alle drei Monate erscheinende Zeitschrift aus dem Heel Verlag zum Thema TV, Video und Kino. Die verkaufte Auflage betrug laut IVW im 2. Quartal 2008 11.104 Zeitschriften. Sie wurde Ende 2011 nach 15 Jahren eingestellt.
Die behandelten Genres waren in erster Linie Science Fiction, Fantasy und Action.
Neben allgemeinen Berichten zu Kinofilmen und Fernsehserien gab es auch Schauspieler-Biografien, News, Gewinnspiele, Kino- und TV-Empfehlungen und Leserbriefe.
1997 schloss sich Space View mit der deutschen Ausgabe des britischen SFX Magazins zusammen. Auf der Titelseite der Space View erschien für einige Zeit der Hinweis „Jetzt vereinigt mit SFX“.
Zu den Autoren des Magazins gehörten unter anderem Claudia Kern, Christian Lukas, Thomas Höhl, Bernd Perplies, Ralph Sander, Dirk Bartholomä, Jörg Petersen, Marc Hertling, Mike Hillenbrand und Christian Humberg.